# موش‌ماهیان خیش‌بینی
موش‌ماهیان خیش‌بینی (نام علمی: Callorhinchidae) نام یک تیره از راسته موش‌ماهی است.